# Lockheed U-2

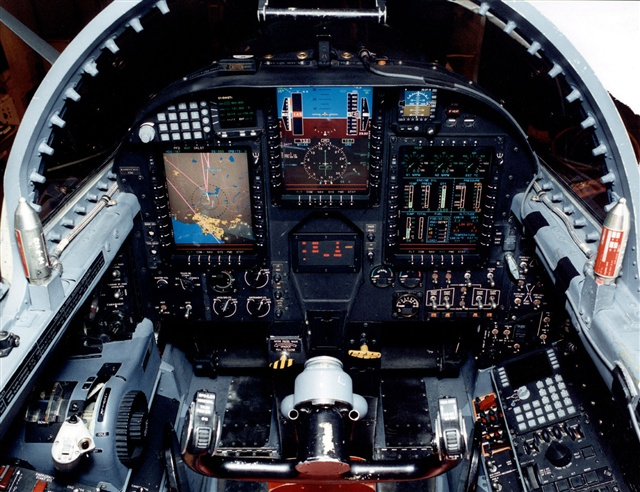
Cockpit einer U-2S

Die Lockheed U-2 Dragon Lady ist ein einstrahliges, für den Einsatz in großen Höhen ausgelegtes, strategisches Aufklärungsflugzeug des US-amerikanischen Herstellers Lockheed. Es wird auch als Spionageflugzeug bezeichnet, insbesondere weil der US-amerikanische Geheimdienst CIA für die Einsätze hauptverantwortlich war und nicht das Militär.
Die U-2 wurde von der Advanced Development Projects Unit (auch bekannt als Skunk Works) der Firma Lockheed entwickelt und war bei einer Einsatzhöhe von über 20.000 Metern lange Zeit sowohl für bodengestützte Flugabwehr als auch für Jagdflugzeuge unerreichbar. Ermöglicht wurde diese Flugleistung unter anderem durch die Verwendung von Tragflächen mit sehr großer Streckung, die der U-2 eine große Ähnlichkeit mit dem Erscheinungsbild eines Segelflugzeugs verleihen. Eingesetzt wurde das Flugzeug von den USA und Taiwan aus. Die Aufklärungsausrüstung bestand ursprünglich aus zwei hochauflösenden Panoramakameras und wurde im Verlauf der Zeit um weitere Apparate (elektronische Sensoren, GPS usw.) ergänzt. Im Februar 2014 gab US-Verteidigungsminister Chuck Hagel bekannt, dass die USA beim Militär sparen möchten. Als Teil dieses Programms ist unter anderem die Außerdienststellung der U-2 vorgesehen. Sie soll durch Drohnen des Typs RQ-4 Global Hawk ersetzt werden, deren Flugstunden 2014 laut Air Force jedoch mehr kosteten als jene der U-2.

## Geschichte
Das erste strahlgetriebene Aufklärungsflugzeug der USAAF war 1945 die Lockheed FP-80A (ab 1948 RF-80A). Der Bedarf für einen hochfliegenden Aufklärer, der nicht abgefangen werden konnte, wurde zum ersten Mal während des Koreakriegs deutlich. Die RF-80 der Fifth Air Force waren zwar in der Lage, über Nordkorea zu operieren, für die Aufklärung feindlicher Basen auf dem asiatischen Festland mussten jedoch Aufklärungsbomber wie beispielsweise die RB-45 eingesetzt werden, die von den gegnerischen MiG-15 leicht abgefangen werden konnten. Hinzu kam, dass Ende der 1940er-Jahre die Sowjetunion erste Atombombenversuche durchgeführt hatte und Anfang der 1950er-Jahre das globale Atomwaffen-Monopol der USA gebrochen war. Das veranlasste das Verteidigungsministerium am 27. März 1953 zu einer Ausschreibung (Design Study Requirement No. 53WC-16507) für ein einsitziges Unterschall-Aufklärungsflugzeug. Dieses als Foto-Tagaufklärer ausgelegte Flugzeug mit dem Projekt-Codenamen Bald Eagle sollte in der Lage sein, die Sowjetunion in großer Höhe zu überfliegen und dabei eine Nutzlast von 318 kg (700 lb) über eine Entfernung von 4800 km (3000 mi.) in einer Höhe von 21.300 m (70.000 ft.) zu tragen. Es waren jedoch weder eine Bewaffnung noch ein Schleudersitz vorgesehen.
Drei Unternehmen reichten für das Programm der United States Air Force (USAF) mit der Projektnummer MX-2147 hiernach Vorschläge ein: Martin Aircraft Company stellte eine modifizierte Version der B-57 Canberra vor, während Bell mit der X-16 und Fairchild (M-195) vollständig neue Konstruktionen vorschlugen. Die RB-57 wurde akzeptiert, man sah sie aber nur als Übergangslösung an, da die Entwicklungsarbeiten an einer neuen, besseren Maschine fortgeführt werden sollten.
Lockheed war zwar nicht zur Abgabe eines Entwurfs aufgefordert worden, übermittelte jedoch am 18. Mai 1954 eine entsprechende vorläufige Studie an die US Air Force. Das Model CL-282 (auch L-282) basierte auf der Verwendung eines XF-104-Rumpfs, der extrem weit spannende Tragflächen erhielt. Die Air Force lehnte den Entwurf ab, da sie auf den Einsatz des bewährten Pratt & Whitney J57 bestand, während Lockheed die Verwendung eines General-Electric-J73-Triebwerks vorsah.

### Aquatone/Article 341
Nach der Ablehnung durch die US Air Force versuchte der Lockheed-Chefingenieur Clarence (“Kelly”) Johnson, seinen Entwurf anderen Diensten des Verteidigungsministeriums zu verkaufen. Im November 1954 wurde das CL-282-Konzept offiziellen Vertretern der CIA vorgestellt. Bei einem Treffen zwischen dem CIA-Direktor Allen Dulles, Joe Charyk als Leiter der Forschung und Entwicklung bei der CIA und Johnson einigte man sich darauf, dass Johnson die CL-282 für die Verwendung des J57 umkonstruieren sollte. Dazu musste der Rumpf gegenüber dem Ausgangsentwurf deutlich verbreitert werden, die F-104-Technik konnte aber weitgehend behalten werden. Dem Zwang zur Gewichtsersparnis fielen der hydraulische Haubenmechanismus und der Schleudersitz zum Opfer – man sah ohnehin keine Chance, dass ein Pilot einen Ausstieg in der vorgesehenen Einsatzhöhe überleben könnte.
Johnson gab zu verstehen, dass er 20 Flugzeuge einschließlich Ersatzteilen für 22 Mio. US-Dollar und den Prototyp innerhalb von acht Monaten nach Vertragsabschluss liefern könnte. Am 9. Dezember 1954 erhielt Lockheed den Entwicklungsauftrag von der CIA, die dem Projekt den Codenamen Aquatone zuwies. Die Finanzierung des streng geheimen Projekts erfolgte aus zwei Quellen: für die Zelle zahlte die CIA, während die Triebwerke von der US Air Force über Ersatzbeschaffungen für die B-52 finanziert wurden. So erhielt auch der Prototyp keine Lockheed-Modellnummer, sondern lediglich die Bezeichnung Article 341. Zur Erprobung wurde der Prototyp zerlegt und mit zwei C-124 Globemaster zum Groom Dry Lake überführt.
Am 27. Juli 1955 führte Lockheeds Testpilot LeVier erste Rollversuche durch. Beim dritten Test am 1. August hob das Flugzeug unbeabsichtigt bei 70 Knoten (81 mph; 130 km/h) ab und konnte aus einer Höhe von zwölf Metern nur über ein Aushungern im Triebwerksleerlauf bis zum Strömungsabriss wieder gelandet werden. Nach der Schadensbehebung fand am 4. August der offizielle 45-minütige Erstflug des nun U-2 genannten Flugzeugs statt. Das U stand dabei als absichtlich vage Bezeichnung für Utility (Mehrzweckflugzeug).

### Frühe Varianten
Nach dem erfolgreichen Erstflug des U-2-Prototyps bestellte die CIA 20 Serienmaschinen unter der USAF-Bezeichnung U-2A. Die Serienversion wies gegenüber dem Prototyp einige Unterschiede auf. So wurde das Pratt & Whitney J57-P-37 (46,7 kN Schub) durch das speziell für Höheneinsätze optimierte J57-P-31A mit 49,8 kN ersetzt. Frühe Exemplare der U-2A besaßen noch keinen Schleudersitz, der aber später in allen U-2 nachgerüstet wurde. Lockheed lieferte die U-2A in Naturmetall ohne Anstrich und ohne Markierungen nach Groom Lake. Bedingt durch die vielen zwischen den Versionen austauschbaren Modifikationen, wurden die Flugzeuge praktisch in Handfertigung hergestellt, und Lockheed konnte nie eine Montagelinie für eine echte Serienproduktion aufbauen. Es ist dadurch praktisch nicht möglich, einer bestimmten Maschine eine eindeutige Variantenbezeichnung zuzuordnen. Um- und Rückbauten an Standard-U-2A-Zellen waren üblich, sodass etwa eine U-2A als U-2C oder U-2F umgebaut und später wieder in eine U-2B zurückgerüstet werden konnte. Aus Geheimhaltungsgründen war es üblich, Seriennummern mehrmals zu vergeben und zwischen verschiedenen Maschinen auszutauschen. Zivile Kennzeichen der CIA, NACA und NASA wurden nach dem Zufallsprinzip, oft gleichzeitig dasselbe an zwei Flugzeuge vergeben. Aus diesen Gründen ist eine exakte Angabe von Produktionszahlen nicht möglich. Allgemein wird angenommen, dass mindestens 60 Exemplare der frühen Varianten gebaut wurden.
Fünf U-2A-Serienzellen wurden zur Gewinnung von Luftproben in großen Höhen modifiziert und als WU-2A bezeichnet. Mit ihnen sollten radioaktive Zerfallsprodukte in der Hochatmosphäre eingesammelt werden, welche auf einen Atomwaffentest im Einsatzgebiet rückschließen lassen. Hierzu befand sich sowohl in der Spitze des Rumpfbugs als auch an der linken Seite der Q-Bay jeweils ein Lufteinlauf, wobei sich in einem Luftfilter Fall-out-Partikel sammeln sollten. Noch mindestens sieben weitere U-2A wurden im Rahmen des High Altitude Sampling Program (HASP) zu WU-2A umgebaut.
Mindestens sieben U-2A erhielten ein Pratt-&-Whitney-J75-P-13A-Triebwerk und damit die Bezeichnung U-2B. Äußerlich unverändert, wurde die Zelle intern verstärkt und an den deutlich höheren Schub von 70,3 kN angepasst. Eine Anzahl von U-2A- und U-2B-Zellen wurde unter der Bezeichnung U-2C mit dem 75,7 kN liefernden J75-P-13B-Triebwerk ausgestattet. Hierzu mussten auch die Triebwerkseinläufe vergrößert werden. Durch die Unterbringung neuer Sensoren und eine erhöhte Tankkapazität war die Verlängerung des Rumpfbugs nötig. Außerdem konnten slipper-tanks an den Tragflächenvorderkanten mitgeführt werden, und auf dem Rumpfrücken wurde eine lange kanuförmige Verkleidung installiert. Die Schulungsausführung U-2CT, für die jeweils eine U-2C- und eine U-2D-Zelle umgebaut wurde, erhielt ein zweites Cockpit hinter und etwas oberhalb des ersten.
Fünf Standard-U-2A wurden aus dem Produktionsprozess genommen und als U-2D mit einer modifizierten Q-Bay ausgestattet, die entweder ein zweites Besatzungsmitglied oder ein besseres Sensorsystem aufnehmen konnte. Die U-2E entstand aus umgebauten U-2A und U-2B, die ein neues J75-P-13B-Triebwerk, ECM-Einrichtungen in Leitwerkbehältern und zusätzliche Elektronik in einer Rumpfrückenverkleidung erhielten. Mindestens 18 dieser Umbauten wurden ausschließlich an die CIA geliefert.
Vier U-2F mit Einrichtungen für die Luftbetankung wurden erprobt, danach aber wieder auf den U-2C-Standard zurückgebaut. Zwei U-2G waren für den Betrieb auf Flugzeugträgern umgebaute U-2C, die mit einem zusätzlichen Fanghaken, einem verstärkten Fahrwerk und zusätzlichen großen Spoilern nachgerüstet wurden. Später erhielt die NASA die wieder auf den U-2C-Stand zurückgebauten Maschinen.

### Späte Varianten
Eine vergrößerte Variante (U-2R) mit 31,7 m Spannweite hatte ihren Erstflug am 28. August 1967. Die spätere Version (als TR-1A bezeichnet und mit einem Synthetic Aperture Radar ausgestattet) flog im August 1980 zum ersten Mal. Bis 1989 wurden 27 Maschinen dieses Typs gebaut. Eine zweisitzige Ausführung hieß TR-1B. Ab 1990 wurden alle TR-1 auf General Electric F118-GE-101-Triebwerke umgerüstet und erhielten die Bezeichnung U-2S, nachdem sie zwischenzeitlich wieder als U-2R bezeichnet worden waren.
In den 1990er-Jahren wurden die Maschinen als Version U-2S noch einmal mit überarbeiteten Triebwerken und überarbeiteter Kameratechnik ausgestattet. Auf 100.000 Flugstunden kommt nach Berechnungen des Congressional Research Service ein Totalschaden an einer Maschine. Die NASA benutzt die spezielle Ausführung ER-2 für zivile Forschungsflüge, etwa zur Untersuchung des Ozonabbaus. Die Bezeichnung ER stand für Earth Resources und wurde von der NASA selbst vergeben.
Im Jahr 2016 war geplant, die Maschinen bis 2020 außer Dienst zu stellen. Die Budgetplanung ab 2019 sieht jedoch vor, die Maschinen mindestens bis 2023 zu betreiben. Im gleichen Zeitraum sind zudem größere Investitionen in die Aufklärungstechnik geplant. Lockheed Martin legte dazu im März 2018 ein Angebot vor, um die Maschinen zu überholen.

### Project RAINBOW
Relativ schnell nach dem Erstflug überlegte Lockheed, wie man verhindern könnte, dass das Flugzeug von Radaranlagen erkannt würde. Ein Programm zur Verringerung des Radarquerschnitts wurde 1957–1958 durchgeführt. Das sogenannte Project RAINBOW beinhaltete unter anderem, das Flugzeug mit radar-absorbierenden Materialien zu verschalen. Ein anderer Versuch bestand darin, einen Draht um das gesamte Flugzeug herum aufzuspannen – von der Nase über die Flügelspitzen bis zum Leitwerk. Auf dem Draht aufgefädelte Metallkugeln sollten die Radarstrahlen absorbieren. Eine wichtige Erkenntnis aus dem Project RAINBOW bestand darin, dass es kaum möglich sein würde, Radar-Unsichtbarkeit an einem bestehenden Flugzeug nachzurüsten. Stattdessen müsste Tarnkappentechnik bei zukünftigen Flugzeugen von Grund auf an mit eingeplant werden.

### Bestand
Mit Stand September 2023 sind bei der USAF noch 27 einsitzige U-2S und 4 zweisitzige TU-2S im Einsatz, die alle von dem 9th Reconnaissance Wing betrieben werden. Es ist geplant, alle Exemplare 2026 auszumustern.

## Technik und Ausrüstung

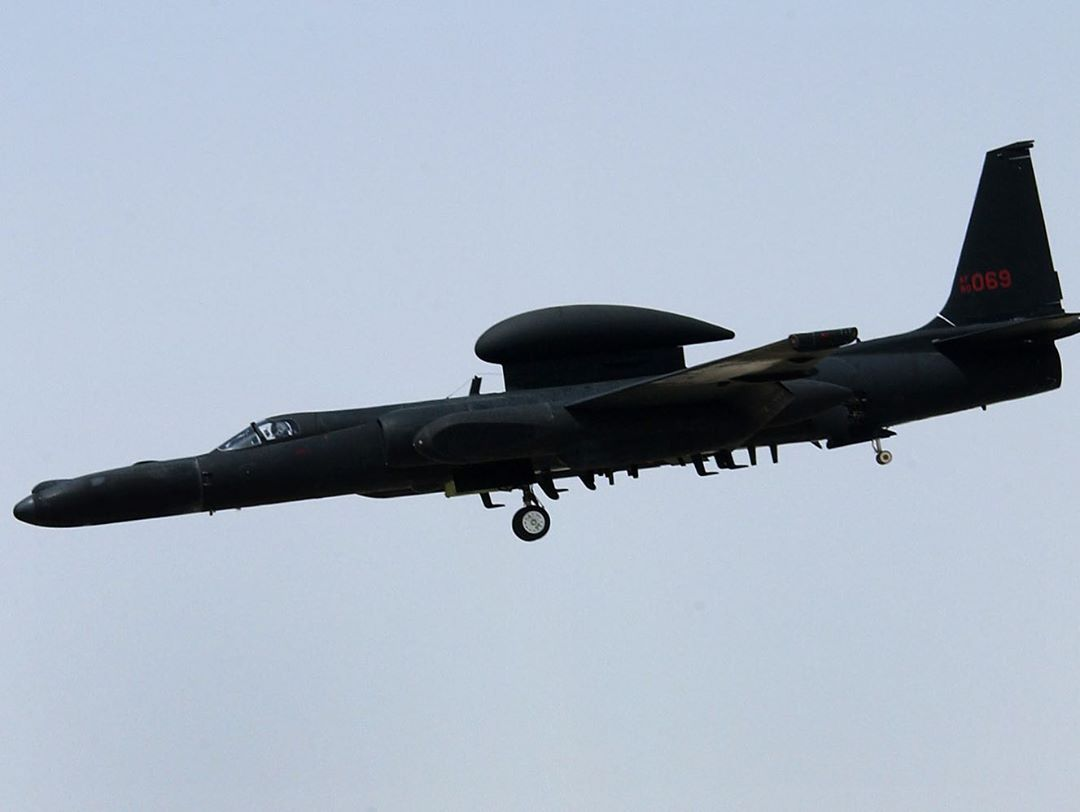
Eine U-2 im Juli 2002 mit Satellitenkommunikationsausrüstung

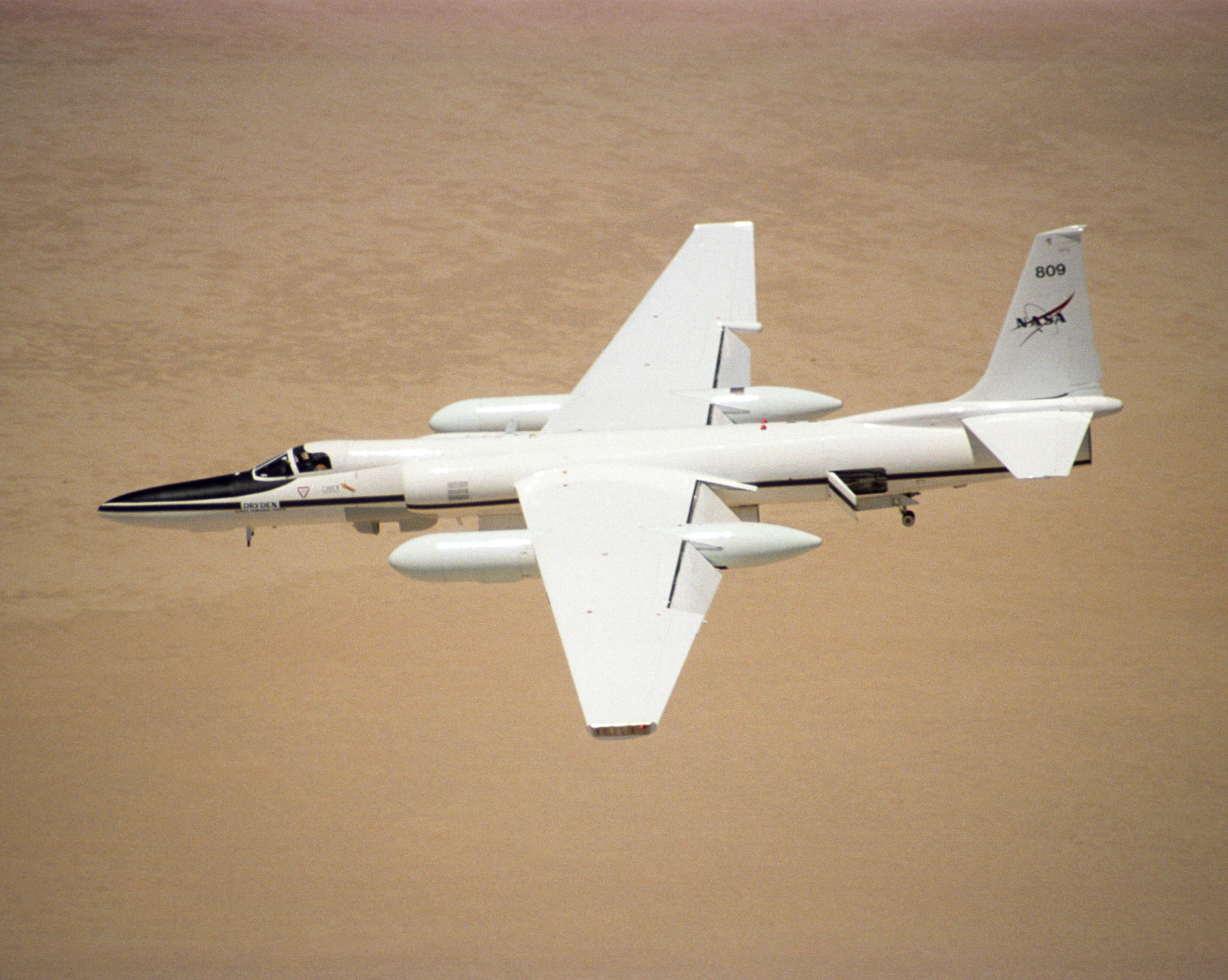
Die NASA-Version der Lockheed U-2R, eine Lockheed ER-2, bei der Landung

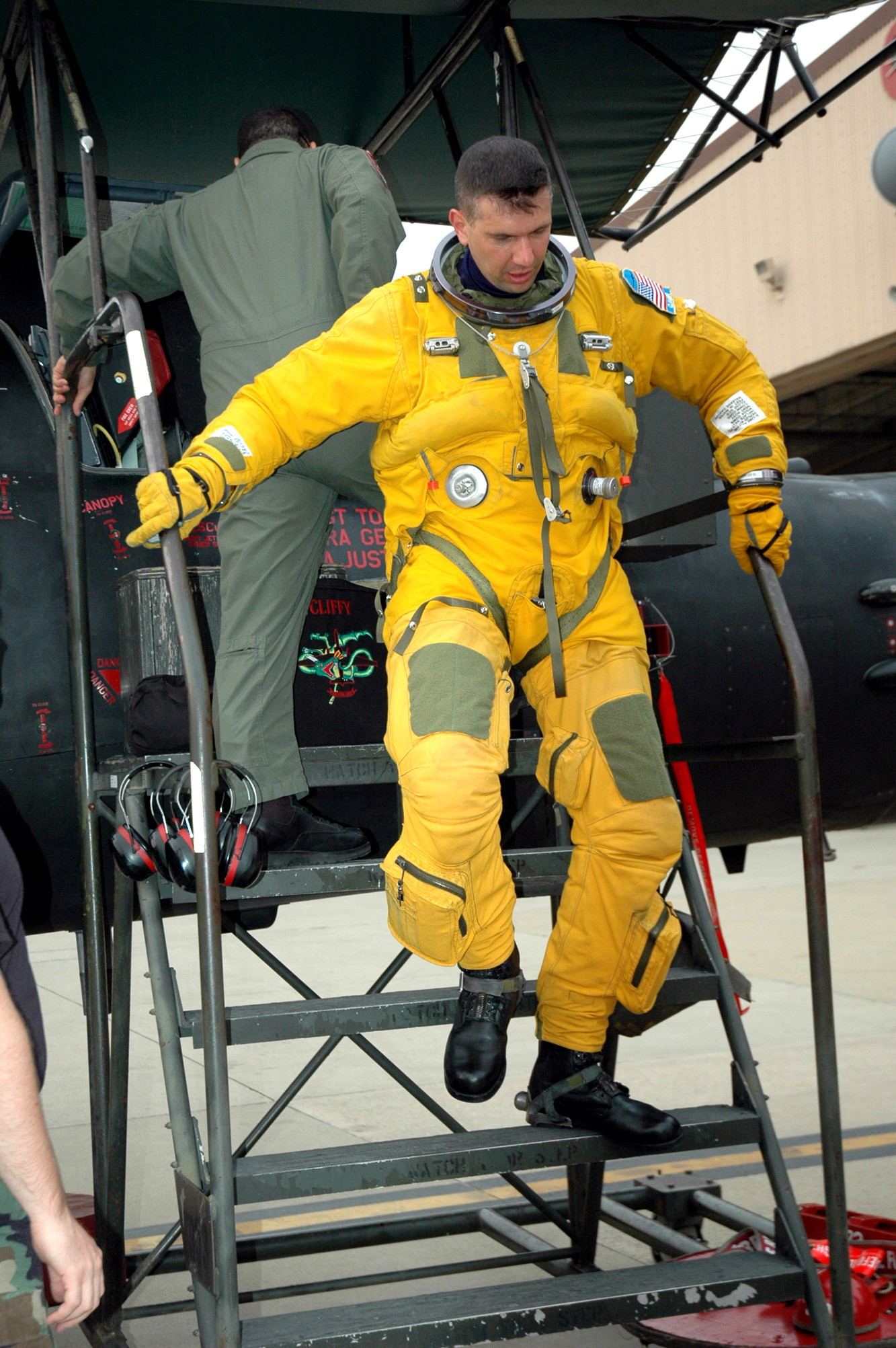
Ein U-2-Pilot im Druckanzug

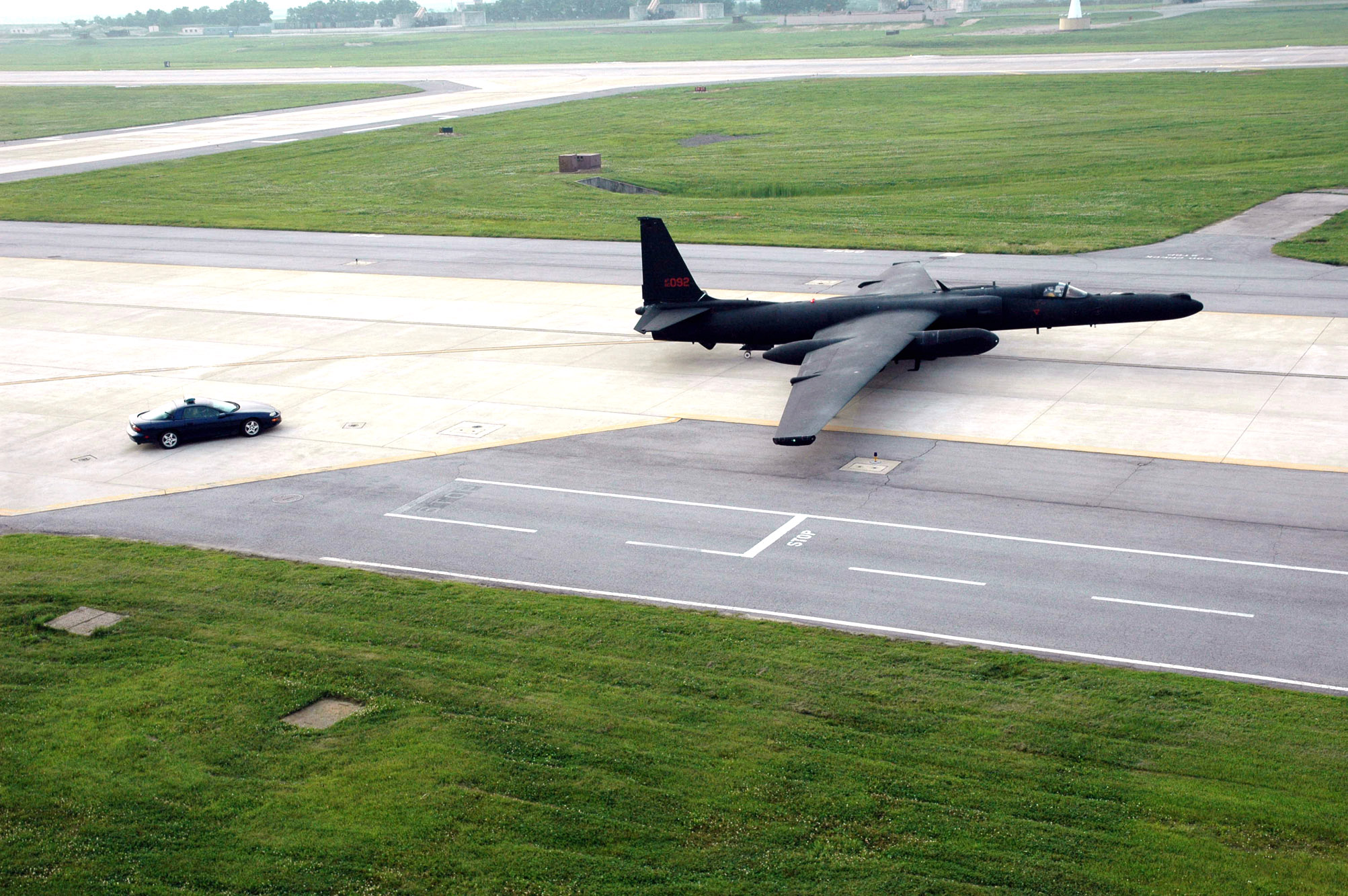
U-2S mit Begleitfahrzeug

Bei der U-2 handelt es sich um ein einmotoriges düsengetriebenes Aufklärungsflugzeug, das bei Höhenflügen im technischen wie aerodynamischen Grenzbereich betrieben wird. Die Nutzlasten befinden sich im Rumpf, in der Rumpfnase und zwei Flügelbehältern. Weitere spezielle Nutzlasten werden an der Rumpfoberseite adaptiert. Der Pilot trägt einen speziellen Höhendruckanzug (wie auch die Besatzungen der SR-71). Das Flugzeug verfügt über einen Schleudersitz und ein einspuriges, zentrales Tandem-Spornradfahrwerk mit einem doppelt bereiften Hauptfahrwerksbein in der Rumpfmitte und einem kleineren Spornrad am Heck. Kleine Hilfs- oder Stützräder an den Tragflächen werden nach dem Start abgeworfen. Bei der Landung dienen aus Titan bestehende Gleitschienen an den Endscheiben dem Schutz der Tragflächen, sobald sich diese beim Ausrollen auf die Landebahn absenken.
Wegen der großen Dienstgipfelhöhe war die U-2 lange Zeit für bodengestützte Luftabwehr wie auch Jagdflugzeuge nicht erreichbar. Die UdSSR konzipierte verschiedene Gegenmaßnahmen, vom düsengetriebenen Segelflugzeug – ähnlich der U-2 selbst – als Höhenjäger bis hin zu raketenunterstützten konventionellen Jagdflugzeugen im Parabelflug. Zum Einsatz kamen schließlich verbesserte Boden-Luft-Raketen.
Aufgrund der geringen Luftdichte in der üblichen Einsatzhöhe bewegten sich die U-2-Maschinen auch aerodynamisch an der Grenze. Die ersten und zum Teil auch die späteren Maschinen waren zudem schwer zu fliegen. Die Steuerkräfte waren hoch, das Triebwerk neigte zum Flammabriss, die Cockpithaube sowohl zum Vereisen wie auch zum Verölen durch die Heizluft. Ein erneutes Anlassen des Triebwerks war lediglich in geringeren Höhen möglich, zum notdürftigen Reinigen der Scheibe diente zunächst ein Schwamm.
Die Fluggeschwindigkeit ist wegen der Strukturbelastung durch die Schallmauer begrenzt, andererseits muss zum Erhalten des notwendigen Auftriebs und zur Vermeidung eines Strömungsabrisses eine Minimalgeschwindigkeit eingehalten werden. Im Bereich der Coffin Corner nähern sich diese beiden Grenzen aneinander an, sodass die Geschwindigkeit sehr genau eingehalten werden muss. Um bei einem Versagen des Autopiloten in diesem Zustand rechtzeitig reagieren zu können, musste der Pilot extrem konzentriert fliegen, um notfalls den Einsatz abbrechen und schnellstmöglich die Höhe verringern zu können.
Der Pilot sitzt in einer Druckkabine und trägt zusätzlich einen Druckanzug, um bei einem Druckverlust oder Notausstieg überleben zu können. Weil sich der Pilot im Druckanzug nur schwerfällig bewegen kann, hilft ein zweiter Pilot bei den Startvorbereitungen und überwacht auch die Landung vom Boden aus. Ein periskopähnliches Sichtgerät mit Ausblick nach oben und unten half in den ersten Maschinen bei der Navigation und der Kameraauslösung. Bevor der Pilot in das Flugzeug stieg, atmete er im Druckanzug mindestens 90 Minuten lang reinen Sauerstoff, um den Stickstoffgehalt in seinem Blut zu reduzieren.
Auf eine Radarstöranlage in Form einer Drahtantenne, die das ganze Flugzeug umschließt, musste aus aerodynamischen und Gewichtsgründen verzichtet werden.
Die U-2 transportierte eine Aufklärungsausrüstung, bestehend aus visuellen Kameras, IR-Kameras, Radar und vermutlich auch Funkaufklärungsgeräten. Eine andere spezielle Ausrüstung sollte Luftproben sammeln, vermutlich zur Analyse sowjetischer Atomtests. Beim auf manchen Abbildungen sichtbaren Pilz auf dem Rumpfrücken handelt es sich nicht um eine AWACS-artige Radarantenne, sondern um eine Antenne zur Satellitenkommunikation. Die weitere Ausrüstung enthielt Kommunikations- und Navigationsgeräte (Sternennavigation, GPS).
Da das Flugzeug weitgehend auf geringe Masse hin optimiert war, konnte lediglich eine begrenzte Nutzlast mitgenommen werden. Je nach Triebwerk und Ausrüstung war ein Start nur mit reduzierter Treibstoffmenge möglich. Kleinere Behälter an den Tragflächen dienten bei manchen Maschinen als zusätzliche Treibstoffbehälter.
Eine Besonderheit der U-2 ist ihr zur Einsparung von Gewicht konstruiertes Tandemfahrwerk. Ein einziehbares Doppelrad befindet sich in der Rumpfmitte, ein weiteres am Heck. Zur Stabilisation am Boden und beim Start befinden sich links und rechts an den Tragflächen Stützräder, sogenannte pogos. Diese werden während des Startvorganges abgeworfen und von einem Begleitfahrzeug eingesammelt. Nach dem Ausrollen werden die pogos noch auf der Landebahn wieder an die Tragflächen montiert, um weiter an die Abstellposition rollen zu können.
Die Landung auf dem Mittelfahrwerk kann aufgrund der konstruktiven Eigenheiten (u. a. des ausgeprägten Bodeneffektes und der durch die Fahrwerksauslegung in engen Grenzen vorgegebenen Fluglage) nur mit Hilfe exakter Einweisung durch einen externen Beobachter erfolgen. Typisch für das Landeverfahren der U-2 ist daher die Begleitung durch einen leistungsstarken Personenkraftwagen (Chase Car, Verfolgerfahrzeug) auf der Landebahn. Dabei beschleunigt der auf dem Rollweg wartende Sportwagen und setzt sich unmittelbar (in etwa drei Wagenlängen Abstand) sowie wegen des Triebwerksstrahls etwas außermittig hinter die U-2, nachdem sie die Landebahnbegrenzung überflogen hat. Der Fahrer informiert den Piloten während der kritischen Phase des Ausschwebens (bei etwa 160 km/h) über Sprechfunk beispielsweise über den genauen Abstand der Fahrwerksräder über der Landebahn. Bei etwa 60 cm Abstand der Räder zum Boden lässt der Pilot die Strömung abreißen, das Flugzeug fällt aus dieser geringen Höhe quasi auf die Piste. Das Bodenfahrzeug wird ebenfalls von einem U-2-Piloten gesteuert. Dieses Verfahren zur Unterstützung des Piloten wurde nach Unfällen infolge der schwierigen Landeeigenschaften der U-2 eingeführt. Die hierfür bis 1995 verwendete Flotte von Ford Mustangs wurde abgelöst durch Chevrolet Camaros, die eine Höchstgeschwindigkeit von 225 km/h erreichen. Zwischenzeitlich wurden aufgrund ihrer hohen Beschleunigung auch Elektrofahrzeuge vom Typ Tesla Model S für diese Aufgabe in Betrieb genommen.
Die Einsätze bei wechselnden Betreibern (Militär, NASA, Geheimdienst) konnten militärischer wie auch ziviler Natur sein. Im Gegensatz zum Konkurrenten Lockheed SR-71 wurde die U-2 in größerer Anzahl produziert und ist bis heute weltweit im Einsatz. Der Aufwand (Wartung, Treibstoff, Kosten) für einen Flug ist wesentlich geringer als bei der SR-71.
Im Laufe der langen Einsatzzeit ging eine ganze Reihe von U-2-Maschinen verloren. Einige Flugzeuge wurden durch feindliche Raketen abgeschossen, andere stürzten bei Start oder Landung oder allgemein durch technische Fehler ab.

## Einsätze

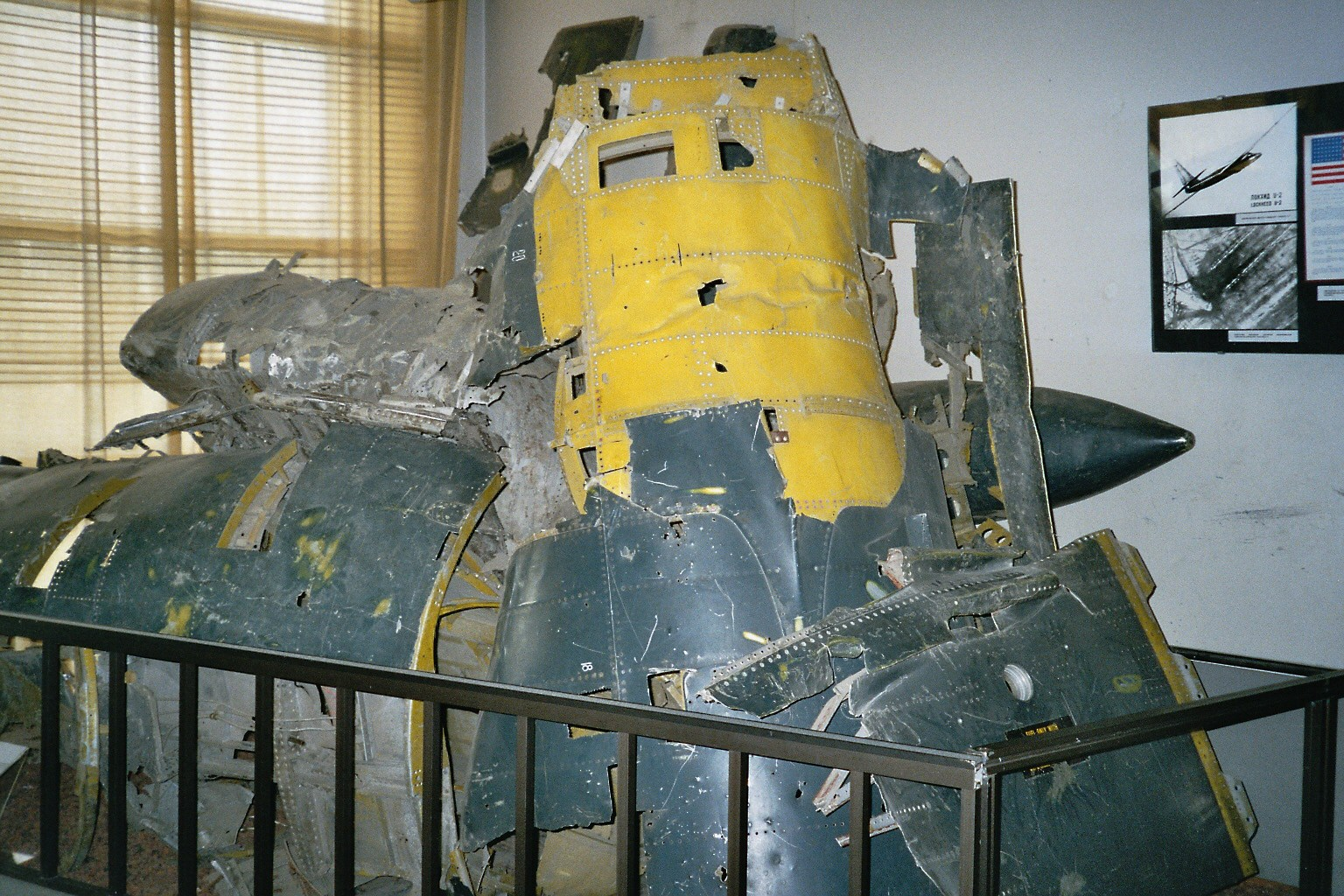
Wrackteile der von Francis Gary Powers geflogenen U-2 in einer Ausstellung im Zentralen Museum der Streitkräfte in Moskau

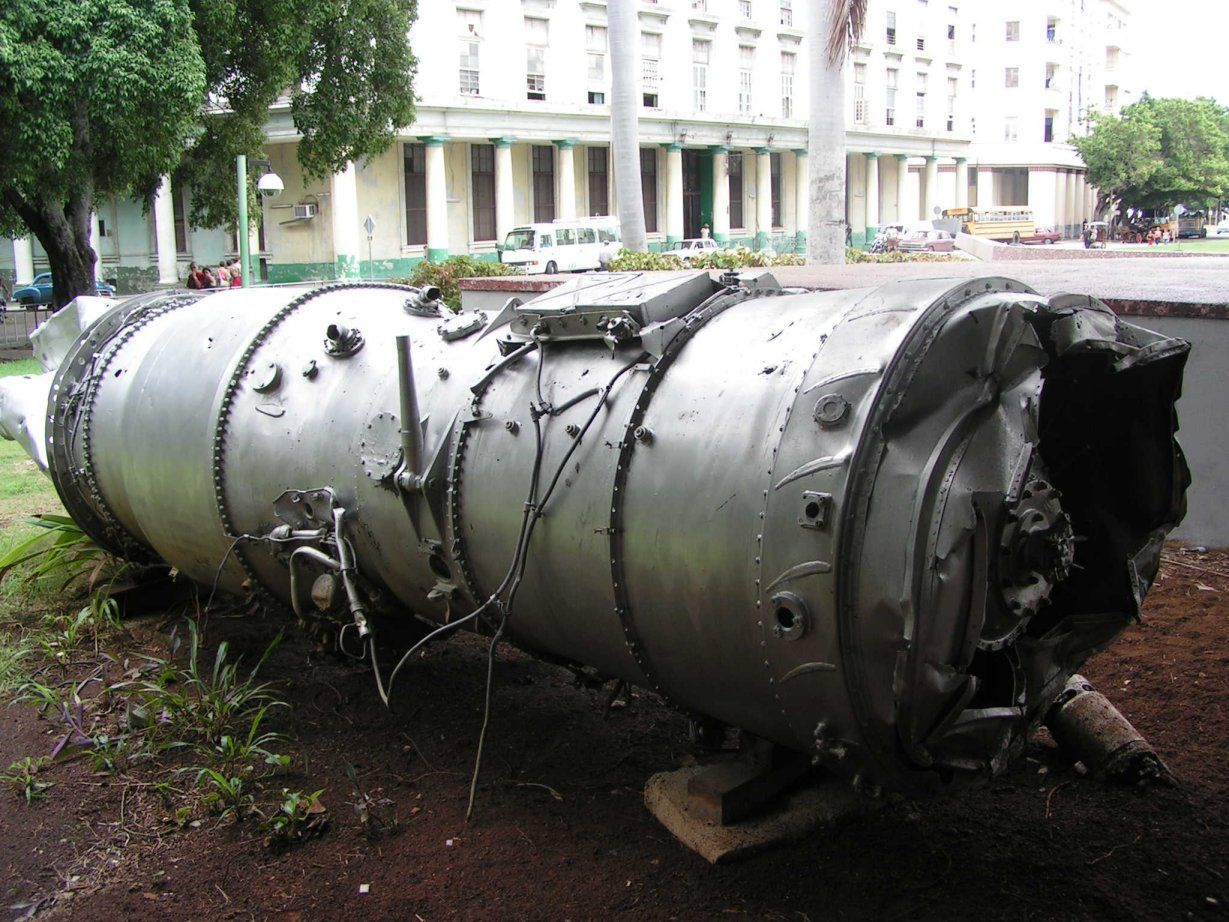
Teile des abgeschossenen U-2-Aufklärungsflugzeuges im Revolutionsmuseum in Havanna, Kuba

Am 20. Juni 1956 flog das erste Mal eine U-2 über „Feindgebiet“ (Polen, DDR, ČSSR), mit zwei weiteren Flügen am 2. Juli. Entgegen den Erwartungen der CIA wurde die U-2 jedoch vom sowjetischen Radar entdeckt, konnte allerdings nicht abgefangen werden.
Vom 4. bis 5. Juli sowie 9. bis 10. Juli 1956 starteten vom Militärflugplatz Erbenheim während der Zeit des Kalten Kriegs die ersten fünf U-2-Spionageflüge in die Sowjetunion (Leningrad und Moskau). Der US-Geheimdienst CIA leitete die durchgeführten Beobachtungsmissionen zu Raketen-, Radar- und U-Boot-Stützpunkten in Litauen, Belarus, Leningrad und auf der Krim.
Im Oktober 1956 wurde diese Staffel zum Militärflugplatz Giebelstadt verlegt und flog von dort aus drei weitere Einsätze über Osteuropa und die westliche Sowjetunion.
Vom 4. bis 27. August 1957 führten die USA auch vom Luftwaffenstützpunkt Adana in der Türkei U-2-Spionageflüge in die Sowjetunion durch.
Am 1. Mai 1960 flog Gary Powers mit einer U-2 eine Spionagemission von Nordpakistan aus über die Sowjetunion, während der das Flugzeug von einer S-75-Rakete abgeschossen wurde. Da laut Powers seine Beine eingeklemmt waren, konnte er den Schleudersitz nicht betätigen. Durch das Entfernen der Cockpithaube und eine Drehung des Flugzeugs um dessen Längsachse konnte er sich, unterstützt durch die Erdanziehungskraft, aus dem Flugzeug befreien. Laut eigenen Aussagen wurde er bei dem Sturz mehrmals ohnmächtig, bis sich in einer Höhe von etwa 4500 Metern der Fallschirm automatisch öffnete. Er wurde nahe Swerdlowsk (heute Jekaterinburg) gefangen genommen. In dem folgenden, unter großem internationalen Medieninteresse durchgeführten Prozess wurde Powers zu einer langjährigen Haftstrafe verurteilt. Der Abschuss der Maschine sowie Gefangennahme und Prozess des Piloten wurden von den USA als empfindliche Niederlage betrachtet.
Nach dieser Erfahrung wurden – zumindest bei einigen Maschinen – die Schleudersitze entfernt. Eine andere Quelle spricht von einer überschweren Kameraausrüstung, die eine Demontage aus Gewichtsgründen notwendig machte. Dieses Problem wurde durch erhöhte Leistung oder leichtere Kameras nach einiger Zeit behoben.
Nach der anfänglichen Darstellung der USA, es habe sich um ein Wetterflugzeug gehandelt, gestand US-Außenminister Christian Herter am 9. Mai 1960, dass derartige Spionageflüge über der Sowjetunion bereits seit dem Juli 1956 stattgefunden hatten. In der Operation Overflight hatten die USA Kenntnis von Stellungen erster sowjetischer Interkontinentalraketen, dem Bau einer atomaren U-Boot-Flotte und der Erprobung von Raketenabwehr-Raketen erlangt. Am 11. Mai 1960 übernahm US-Präsident Dwight D. Eisenhower, der jeden einzelnen Flug der U-2 vorher genehmigt hatte, die volle Verantwortung, lehnte aber die Forderung des sowjetischen Ministerpräsidenten Nikita Chruschtschow ab, sich für den Luftzwischenfall zu entschuldigen, die Verantwortlichen zu bestrafen und die Spionageflüge einzustellen. Die Folge war das Scheitern der Pariser Gipfelkonferenz zur Regelung der Berlin-Frage und einer geplanten Besuchsreise Eisenhowers in die Sowjetunion.
Seit Oktober 1960 flogen U-2 über Kuba, und am 5. September 1961 gelangen erstmals Aufnahmen von S-75-Flugabwehrraketen und Kampfflugzeugen vom Typ MiG-21 auf Kuba. Während der Kubakrise 1962 lieferte das Flugzeug die entscheidenden Fotos der Stellungen sowjetischer SS-4-Mittelstreckenraketen. Im späteren Verlauf der Krise wurde am 27. Oktober 1962 eine U-2 durch eine Flugabwehrrakete S-75 Dwina abgeschossen. Der Pilot, Major Rudolf Anderson, kam ums Leben. Am selben Tag geriet eine U-2 auf dem Weg zur Eielson Air Force Base (Alaska) wegen eines Navigationsfehlers im Bereich Tschukotka in sowjetischen Luftraum. Aufgestiegene MiG-Abfangjäger konnten die U-2 wegen ihrer Flughöhe von über 21.000 Metern jedoch nicht erreichen. Die U-2 landete nach der Rekorddauer von 10 Stunden und 25 Minuten, davon fast eine Stunde ohne Treibstoff, im Gleitflug in Kotzebue (Alaska).
In den 1960er-Jahren wurde das chinesische Atomwaffenprogramm intensiv ausspioniert. Dazu erhielten die taiwanischen Luftstreitkräfte U-2S der CIA, die meist ohne Kennzeichen flogen.
Die U-2 wurde ab August 1960 durch Satellitenaufklärung (u. a. Discoverer 13) ergänzt und schließlich durch die SR-71 abgelöst. Seit dem Ende des Kalten Kriegs setzt die US-Luftwaffe jedoch wieder die kostengünstigere U-2 statt der SR-71 ein.
Im März 2011 wurde eine U-2 über Japan eingesetzt, um die Schäden nach dem Tōhoku-Erdbeben abzuschätzen.
In einem Statement des Pentagons Anfang 2014 wurde erwogen, die A-10- und U-2-Flotten der amerikanischen Streitkräfte außer Dienst zu stellen. Am 18. März 2014 nannte das US-Verteidigungsministerium dazu das Haushaltsjahr 2016, auch wenn dadurch eine Lücke bei den Aufklärungskapazitäten entstehen sollte, da bis dahin voraussichtlich nicht alle notwendigen Upgrades für die RQ-4-Drohnen durchgeführt werden konnten.
Im Februar 2017 flogen U-2 Einsätze im Rahmen der Operation Inherent Resolve im Irak gegen die Terrormiliz Islamischer Staat (IS).
Seit Beginn des russischen Überfalls auf die Ukraine 2022 fliegen U-2 Aufklärungsflüge nahe oder über der Ukraine.
Im Februar 2023 wurde ein U-2 Flugzeug eingesetzt, um über den USA einen chinesischen Beobachtungsballon zu fotografieren.

## Verluste
- 1. Mai 1960: Eine von Francis Gary Powers gesteuerte U-2 wurde südlich von Swerdlowsk (heute Jekaterinburg) durch eine Flugabwehrrakete vom Typ S-75 abgeschossen. Bis zu diesem Zeitpunkt waren die USA davon ausgegangen, dass die Flughöhe der U-2 außerhalb der Reichweite sämtlicher Luftabwehrwaffen lag, allerdings hatte Powers’ Maschine aufgrund von Triebwerksproblemen an Höhe verloren. Powers wurde nach seiner Gefangennahme zunächst zu zehn Jahren Haft wegen Spionage verurteilt, er kam allerdings bereits am 10. Februar 1962 wieder frei, als er an der Glienicker Brücke gegen den sowjetischen Spion Rudolf Abel ausgetauscht wurde.
- 9. September 1962: Eine RoCAF-U-2A (378, S/N 56-6711), geflogen von Chen Huai Sheng, wurde von einer S-75-Rakete über dem Festland der VR China 15 km südlich von Nanchang abgeschossen. Sheng konnte aussteigen, starb aber später im Krankenhaus.
- 27. Oktober 1962: Während der Kubakrise wurde eine U-2 von einer S-75-Flugabwehrrakete abgeschossen (siehe Text).
- 1. November 1963: Eine U-2C (Article 355, 56-6688, Pilot Robin Yeh Chang Yi) wurde durch S-75-Raketen über Jiangxi abgeschossen. Ziel war das Lanzhou-Nuklearwaffentestgebiet. Yeh überlebte und wurde nach der Gefangenschaft am 10. November 1982 nach Hongkong entlassen.
- 23. März 1964: Der taiwanische Pilot Liang Teh Pei starb, als seine U-2C (Article 356, 56-6689) über der Straße von Taiwan auseinanderbrach.
- 7. Juli 1964: Eine U-2G (Article 362, 56-6695, Pilot Terry Lee Nan Lee) wurde durch S-75-Raketen über Fujian abgeschossen. Lee starb.
- 10. Januar 1965: Eine U-2C (Article 358, 56-6691, Pilot Jack Chang Liyi) wurde durch S-75-Raketen südwestlich von Peking abgeschossen. Ziel waren die Nuklearanlagen bei Paotow.[34]
- 22. Oktober 1965: Eine taiwanische AF U-2C (Article 352, 56-6685, Pilot Pete Wang) stürzte nordwestlich von Taiwan ab. Der Pilot starb.
- 16. März 1969: Pilot Hsieh Chang starb, als sein Flugzeug südlich der koreanischen Insel Jeju-do abstürzte.
- Am 29. Mai 1975 stürzte eine U-2C (56-6700) infolge eines Problems mit der Steuerung in einen Wald in der Nähe von Winterberg. Der Pilot überlebte. Die Maschine war eines von fünf Flugzeugen, die vorübergehend in Wethersfield in England zur Erprobung des Advanced Location and Strike System stationiert waren.[35]
- 26. Januar 2003 stürzte eine U-2 nahe dem Luftstützpunkt Osan in Südkorea ab, der Pilot konnte sich retten.
- Am 22. Juni 2005 stürzte eine U-2S nach offiziellen Angaben der US Air Force in Südwestasien ab, als sie von einem Einsatz über Afghanistan (siehe Krieg in Afghanistan, Operation International Security Assistance Force) zurückkehrte. Dabei starb der Air-Force-Pilot Maj. Duane W. Dively. Gemäß inoffiziellen Aussagen von Vertretern des Verteidigungsministeriums der Vereinigten Staaten liegt der Absturzort im Gebiet der US-Luftwaffenbasis Al Dhafra in den Vereinigten Arabischen Emiraten. Über die dort stationierten Flugzeuge und deren Einsätze werden aus Rücksicht auf das Gastgeberland keine öffentlichen Aussagen gemacht. Einige Beobachter und Medien vermuteten, dass es sich auch um einen Spionageflug über dem Iran gehandelt haben könnte. Nach dem Absturz verfügten die USA nach Angaben der Zeitschrift Aviation Week & Space Technology noch über 38 U-2, von denen fünf zweisitzige Trainingsflugzeuge sind und zwei Maschinen von der NASA betrieben werden.

## Nutzer
Taiwan
 Vereinigte Staaten
- US Air Force
- CIA
- NASA

## Technische Daten

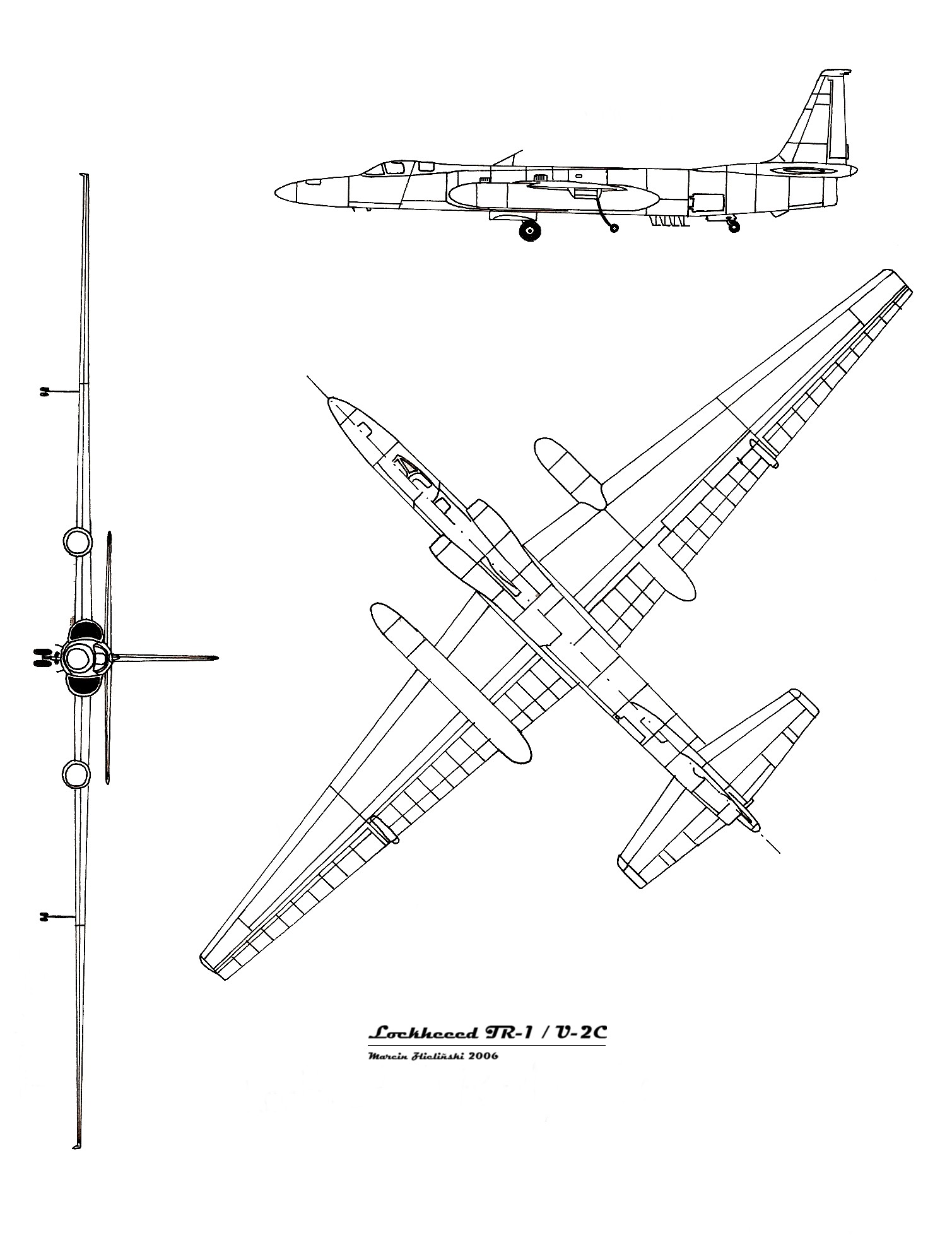
Lockheed TR-1/U-2C

| Kenngröße             | Daten der U-2A                        | Daten der U-2S                                               |
| --------------------- | ------------------------------------- | ------------------------------------------------------------ |
| Besatzung             | 1                                     | 1                                                            |
| Länge                 | 15,24 m                               | 19,13 m                                                      |
| Spannweite            | 24,38 m                               | 31,39 m                                                      |
| Höhe                  | 4,57 m                                | 4,88 m                                                       |
| Flügelfläche          | 52,5 m²                               | 92,9 m²                                                      |
| Flügelstreckung       | 11,32                                 | 10,61                                                        |
| Tragflächenbelastung  | k. A.                                 | min. (Leermasse): 76 kg/m² max. (max. Startmasse): 202 kg/m² |
| Tragflächenprofil     | innen: NACA 63A409, außen: 63A406     | innen: NACA 63A409, außen: 63A406                            |
| Tankkapazität         | 2.370 l                               | k. A.                                                        |
| Leermasse             | k. A.                                 | 7.031 kg                                                     |
| Max. Startmasse       | k. A.                                 | 18.733 kg                                                    |
| Antrieb               | 1× Turbojet Pratt & Whitney J57-P-37A | 1× Turbofan General Electric F118-GE-101 mit 84,5 kN Schub   |
| Höchstgeschwindigkeit | 794 km/h                              | 805 km/h                                                     |
| Marschgeschwindigkeit | k. A.                                 | 690 km/h                                                     |
| Dienstgipfelhöhe      | 70.000 ft (ca. 21.400 m)              | 69.600 ft (ca. 21.200 m)                                     |
| Max. Flughöhe         | k. A.                                 | k. A.                                                        |
| Reichweite            | 4.635 km                              | 10.300 km                                                    |
| Flugdauer             | k. A.                                 | 12 h                                                         |
| Bewaffnung            | keine                                 | keine                                                        |

## Sonstige Anmerkungen
- Der Konstrukteur Kelly Johnson der Skunk Works war auch für die Konstruktion der SR-71 Blackbird und A-12 Oxcart sowie für die F-104 Starfighter verantwortlich. Aus den Skunk Works stammte später auch der Stealth-Bomber F-117.
- Edwin Herbert Land, der Entwickler des Sofortbildverfahrens (Polaroid), war an der Lösung einiger technischer fotografischer Probleme der Luftbildaufklärung beteiligt.
- Die Vermeidung statischer Aufladung und einhergehender Entladungen sowie niedrige Temperaturen sind einige der Probleme der Fotografie in großer Höhe.
- Die U-2 besitzt im Rumpf zwei Ausrüstungsschächte. Ein Sensorschacht (Equipment) trägt den Namen Q-Bay, während der Schacht für elektronische Ausrüstung entsprechend E-Bay genannt wird.
- Die Sowjetunion hatte zum Zeitpunkt des U-2-Abschusses zwar mit der Jak-25RW ein eigenes Höhenaufklärungsflugzeug, dennoch wurde der Bau einer U-2-Kopie auf Basis der Trümmerteile von Powers Maschine unter der Bezeichnung Berijew S-13 begonnen. Das wurde aber dann zugunsten von Satellitenaufklärung und der MiG-25R verworfen.
- Die Weiterentwicklung des sowjetischen Höhenaufklärers Mjassischtschew M-17 / M-55 – ein strahlgetriebenes Segelflugzeug – fliegt heute als Forschungsflugzeug Stratosfera bzw. Geofisika.
- Die am längsten (und bis heute) genutzten X-Forschungsflugzeuge des Typs X-26 Frigate sind ebenfalls Segelflugzeuge und dienen dem Training der Testpiloten. Der Flugzeugtyp basiert auf dem zivilen Typ Schweizer SGS 2-32.
- Während der Zeit des Vietnamkrieges (1965–1975) flog ein zweiter Segelflugzeugtyp, der extrem leise – mit einem Wankelmotor[36] gebaute – zweisitzige Motorsegler Lockheed YO-3 A Quiet Star Aufklärungsmissionen in geringerer Höhe. Die militärisch genutzte Konstruktion basiert auf der motorisierten X-26B. Die Testflugzeuge vom Typ X-26B wurden nach den Testflügen wieder zum Stand X-26 zurückgebaut. Eine andere Konstruktion (QT-2) diente ebenfalls der Entwicklung.
- Mit einer U-2 wurde mehrmals der Start des Space Shuttles fotografiert, um die Ursachen für einige beim Start auftretende Schäden herauszufinden. Da der Start jedoch jeweils mehrfach verschoben wurde und die Flugbewegung der U-2 nicht vollständig synchronisierbar war, lieferten die Aufnahmen aus ungünstigem Winkel jeweils nur Hinweise auf mögliche Ursachen. Die Fehlerquellen wurden schließlich, auch ohne Nachweis, durch Umkonstruktion behoben.
- Anfang der 1960er-Jahre unternahm die CIA Versuche, U-2 von Flugzeugträgern der US Navy starten zu lassen. Am 5. August 1963 startete erstmals eine U-2 von Bord der Kitty Hawk. Operativ eingesetzt wurde eine solche Kombination nur einmal, als eine U-2 von Bord der Ranger französische Kernwaffentests beobachtete.[37][38]
- Oberstleutnant Merryl Tengesdal war die erste afroamerikanische U-2-Pilotin.
- Laut einer Studie des Geheimdienstes CIA sollen viele Ufo-Sichtungen auf den Einsatz der in der Stratosphäre operierenden U-2-Flugzeuge zurückzuführen sein, denn so sollen von ihren Tragflächen Sonnenstrahlen auch dann noch reflektiert worden sein, wenn es in tieferen Schichten der Atmosphäre längst dunkel geworden war. Das soll den Anschein erweckt haben, als seien Ufos im Anflug. Aufgrund der Geheimhaltung des Projekts konnten die zuständigen Stellen bei Meldungen von Bürgern und Piloten die wahren Hintergründe der Lichteffekte nicht aufdecken. Die US-Luftwaffe sprach dann von rätselhaften Natur-Phänomenen.[39][40]
- In der vorletzten Staffel der US-Fernsehserie MythBusters im Jahre 2015 wurde in Folge 230 („Flight of Fantasy“/„Flugstunde“) der Mythos behandelt, die U-2 wäre das am schwierigsten zu fliegende Flugzeug. Die Folge zeigt zunächst Teile des einwöchigen Vorbereitungstrainings, das die beiden Moderatoren Jamie Hyneman und Adam Savage durchlaufen mussten, um in einer U-2 als Passagiere mitfliegen zu dürfen und schließlich Adam Savage auf einem Flug in einer zweisitzigen U-2 des zur Eighth Air Force gehörenden 9th Reconnaissance Wing. Hyneman und Savage gestanden am Ende der Folge ein, außer der U-2 keine anderen Flugzeuge betrachtet zu haben, beide kamen jedoch übereinstimmend zu dem Schluss, aufgrund der Einzigartigkeit der Bauweise, des Einsatzprofils und der Voraussetzungen, die zum Betrieb der U-2 nötig wären, wäre der Mythos „plausibel“.